# ヤマモト食品
ヤマモト食品株式会社（ヤマモトしょくひん）は、青森県青森市に本社を置く水産加工品専門の食品メーカー。
数の子醤油漬け『ねぶた漬®』のメーカーで知られている。

## 沿革
- 1935年10月 - 青森市堤町に山本商店として創業。
- 1943年 - 戦時統制による経済政策のため、廃業。
- 1951年 - 昆布巻きの製造による営業再開。
- 1968年1月 - 株式会社に改組、「ヤマモト食品株式会社」に変更。

## 主要商品
現在販売中の商品
- ねぶた漬
- 特選ねぶた漬
- ダイヤ漬
- 味よし
- 味よし子っこちゃん
- 数の子醤油漬
- ねぶた祭り
- つる太郎
- からし明太風数の子
- ねぶた松前漬
- ねぶたホタテ
- かずのこ太郎　など

過去販売していた商品
- 松茸ダイヤ
- 大漁ダイヤ
- 紅ダイヤ
- 数の子トロロ
- チーズデリシャス

## 直営店
現在の直営店
- 青森柳町営業所「ねぶた976」（青森市長島一丁目）

過去営業していた直営店
- 十和田湖休屋営業所「ねぶた903」
- 東京営業所「ねぶた861」
- 盛岡営業所「青森県物産コーナー」

## テレビCM
出演者
- ツル多はげます会

過去の出演者
- 日色ともゑ
- 青山良平
- けんずろう
- 横山ひでき
- 佐藤由美子
- 工藤得子
- 八戸美奈子
- 木村義男
- 浜田喜四郎